# 齋浦爾土邦
斋浦尔土邦（Jaipur State）是印度历史上的一个土邦，其首都位于今日印度拉贾斯坦邦的斋浦尔。
斋浦尔土邦于12世纪时期由拉杰普特人建立。自1818年起，从属于不列颠东印度公司，后来又成为英属印度的土邦。1947年8月，斋浦尔王公获得完全独立。1949年4月，斋浦尔最后一位王公Man Singh II与印度签订协议，宣布退位，自此斋浦尔土邦并入印度。